# Veszelovszki Zsolt
Veszelovszki Zsolt (Szolnok, 1962. május 21. – 2016. október 29.) villamosmérnök, üzletember, a PORT.hu alapítója.

## Életpályája
1981-ben a Műegyetemen kezdte kulturális pályáját a Heti ajánlat című egyetemi ajánlólap szerkesztésével. Diplomát a Kandó Kálmán Műszaki Főiskolán szerzett. Első cégét, a Super Alarm Gmk-t 1983-ban alapította. Ez a cég riasztóberendezések gyártásával és szerelésével foglalkozott. Később Don’t Worry néven gördeszkákat és protektorokat gyártott. 1993-ban részt vett az első multimédiás CD-ROM, az ABCD kialakításában. 1995-ben alapította a jelenleg is a PORT.hu-t tulajdonló cég elődjét. A PORT csoport hat országban (Csehország, Szlovákia, Magyarország, Horvátország, Szerbia és Románia) üzemeltet kulturális ajánló portálokat.
2012 áprilisától a Magyar Kerékpársportok Szövetsége (2012 végéig) és a Magyar Kerékpárosklub (2014 áprilisig) elnökségének tagja.
A Tündérvölgy fesztivál-igazgatója 2012 augusztusában.
2013-tól a Kartográfiai Vállalat jogutódjának, a Cartographia Kft.-nek tulajdonosa és a funiQ.hu aktív turisztikai portál alapítója. Társtulajdonosa volt a VELO.hu-nak.
Lánya, Veszelovszki Janka színésznő.